# 78 Virginis
78 Virginis (o Virginis) é uma estrela na direção da Virgo. Possui uma ascensão reta de 13h 34m 07.91s e uma declinação de +03° 39′ 32.5″. Sua magnitude aparente é igual a 4.92. Considerando sua distância de 183 anos-luz em relação à Terra, sua magnitude absoluta é igual a 1.17. Pertence à classe espectral A1p SrCrEu. É uma estrela variável Alpha2 Canum Venaticorum.